# 1978 (Al Bano & Romina Power)
1978 este un album publicat în Italia de Al Bano & Romina Power. Conține melodia We'll live it all again (Lo rivivrei) cu care s-au clasificat pe locul 7 la Concursul Muzical Eurovision 1976, piesa Non due cu care Romina a participat la Festivalul Sanremo din același an și hitul Prima notte d'amore.

## Track list
1. We'll live it all again (Lo rivivrei) (Albano Carrisi, Romina Power)
2. Non due (Romina Power, Albano Carrisi)
3. Tip tap (Romina Power, Albano Carrisi)
4. Piccolo amore (Romina Power)
5. Na na na (Romina Power, Albano Carrisi)
6. Dear Mr. Man (Romina Power, Andrea Lo Vecchio, Romina Power)
7. Prima notte d'amore (Romina Power, Albano Carrisi)
8. Immagini 77 (Albano Carrisi, Paolo Limiti)
9. E se tornerà (Albano Carrisi, Leandro Morelli)
10. Il covo delle aquile (Albano Carrisi, Andrea Sacchi, Andrea Lo Vecchio)
11. My man, my woman (Romina Power)
12. Ave Maria (Franz Schubert, Vito Pallavicini, Detto Mariano, Albano Carrisi)